# Ecleora thuriferaria
Ecleora thuriferaria là một loài bướm đêm trong họ Geometridae.